# BMI
BMI és la marca comercial de British Midland Airways Limited que anteriorment operava com a British Midland. Té un programa de vols regulars a destinacions d'Europa, Amèrica del Nord, el Carib, Àfrica i Àsia. És membre de l'aliança d'aerolínies Star Alliance.